# Илек (приток Урала)
Иле́к (каз. Елек) — река в Актюбинской области Казахстана и Оренбургской области России, самый крупный левобережный приток Урала. Среднегодовой расход воды в 112 км от устья 39,8 м³/с.

## Гидрология
Его истоки находятся на северо-западных склонах Мугоджар (хребет Бестобе). Длина — 623 км, вместе с притоками 699 км, площадь бассейна 41,3 тыс. км². Норма годового стока 1569 м³. Илек имеет широкую, хорошо разработанную долину с двумя надпойменными террасами. Русло с отвесными берегами, шириной в верхнем течении 20—30 м, в среднем течении (у Актюбинска) 150—170 м; ширина речной долины в верхнем течении 500 м, в устье 3—4 км. Пойма Илека изобилует многочисленными протоками и озёрами-старицами
.
Питание снеговое и за счет грунтовых вод. Большая часть годового стока приходится на весенний период. Имеет 75 притоков; из них крупные: Хобда, Коктобе, Табантал, Каргалы, Сазды. Другие значительные притоки на территории России: Ветлянка, Большая Песчанка, Карабутак. Замерзает в ноябре — апреле.

## География
На Илеке расположены города Кандыагаш, Алга, Актобе, Соль-Илецк. В нижнем течении по реке проходит государственная граница. При впадении в Урал — село Илек (бывший Илецкий городок). На левом берегу реки Илек находятся курганные погребения могильника Танаберген II синташтинской культуры эпохи бронзы.
В Илеке водятся сом, сазан, окунь, щука и др. Используется для водоснабжения промышленных предприятий, орошения сельскохозяйственных угодий.

## Этимология
Гидроним Илек имеет несколько версий тюркского происхождения. Наиболее доказательная — сопоставление с башкирским и татарским словом илек, казахским, киргизским и чагатайским елик — «дикая коза, косуля». Так топоним илек распространен в названиях водных объектов, сёл и объектах рельефа в Республиках Башкортостан и Татарстан, среди которых: Илек и Илекей («Косуля»), Илектау, Илектетау и Илекты («Гора косуль»). Такое же название носит река, левый приток реки Юрюзань, а также река в Татарстане Татарский Илек. Башкиры и татары словом илек или ылак называют диких коз, которые обитают в лесных и горных местностях. В степных же просторах, особенно к югу от Урала и Илека, водилось множество сайгаков, которых башкиры, кочевавшие в этих местах в течение длительного времени, тоже называли словом «илек» («коза, степная коза»). Термин сайгак (сайга) был введён в научный оборот сравнительно недавно.
Е. М. Поспелов также обращает внимание на наименования родоплеменных групп киргизов — «илеке» и алтайцев — «елик».
По другой версии, название переводится на русский с тюркских языков как «ветреный» (йелек).
Наконец, не исключена возможная связь наименования этой реки с титулом илек тюркских удельных правителей Восточного Туркестана и Средней Азии домонгольского времени.

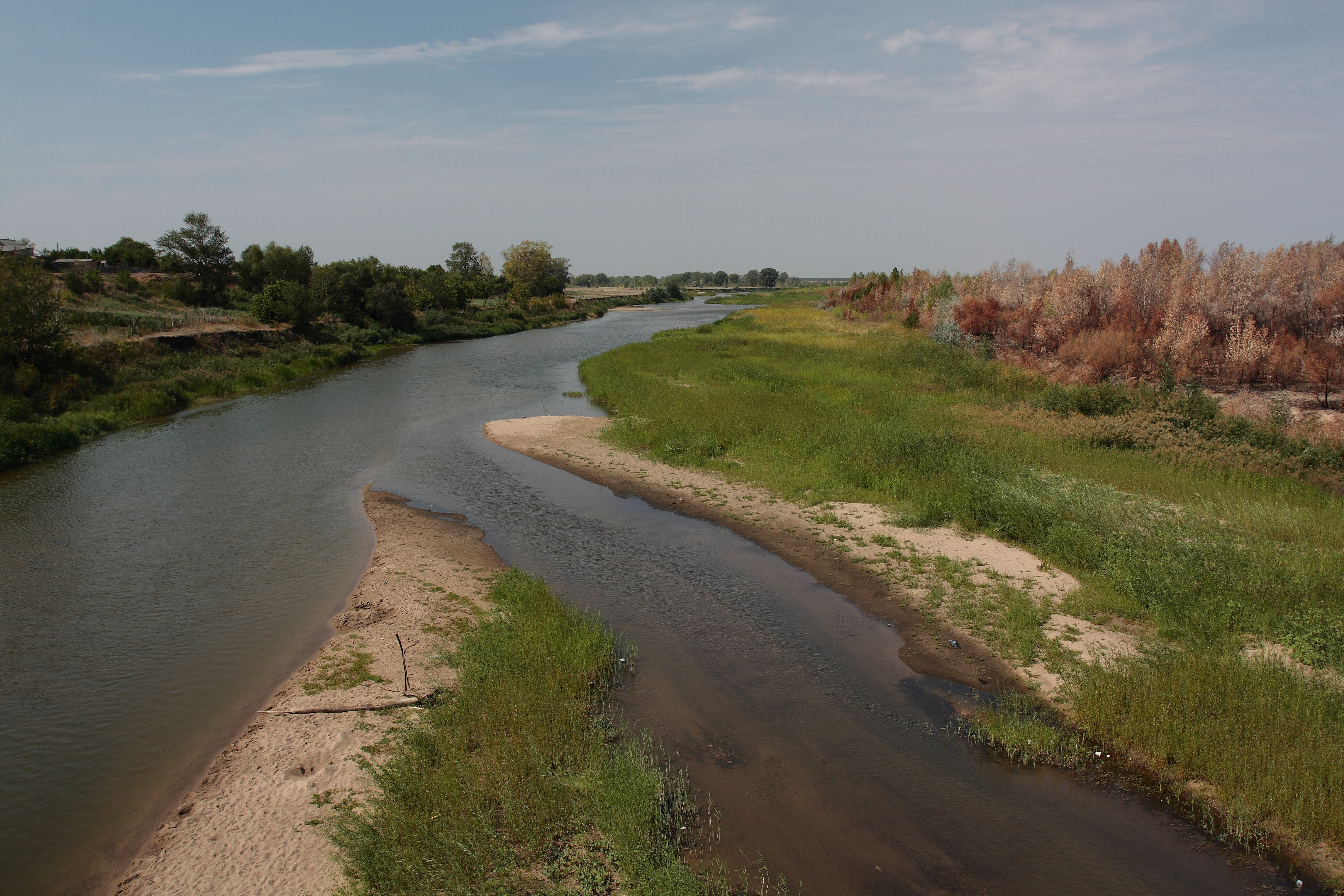
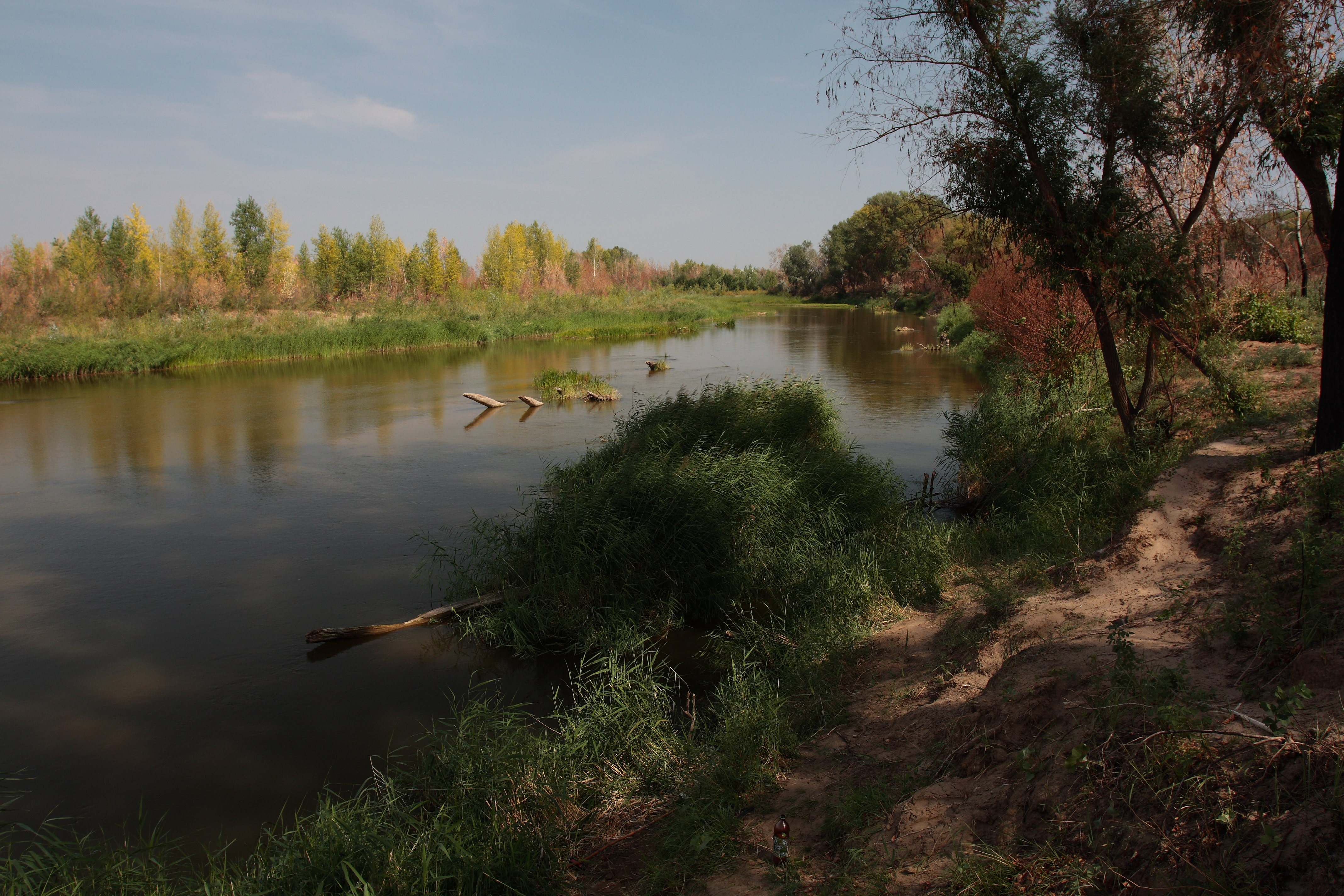
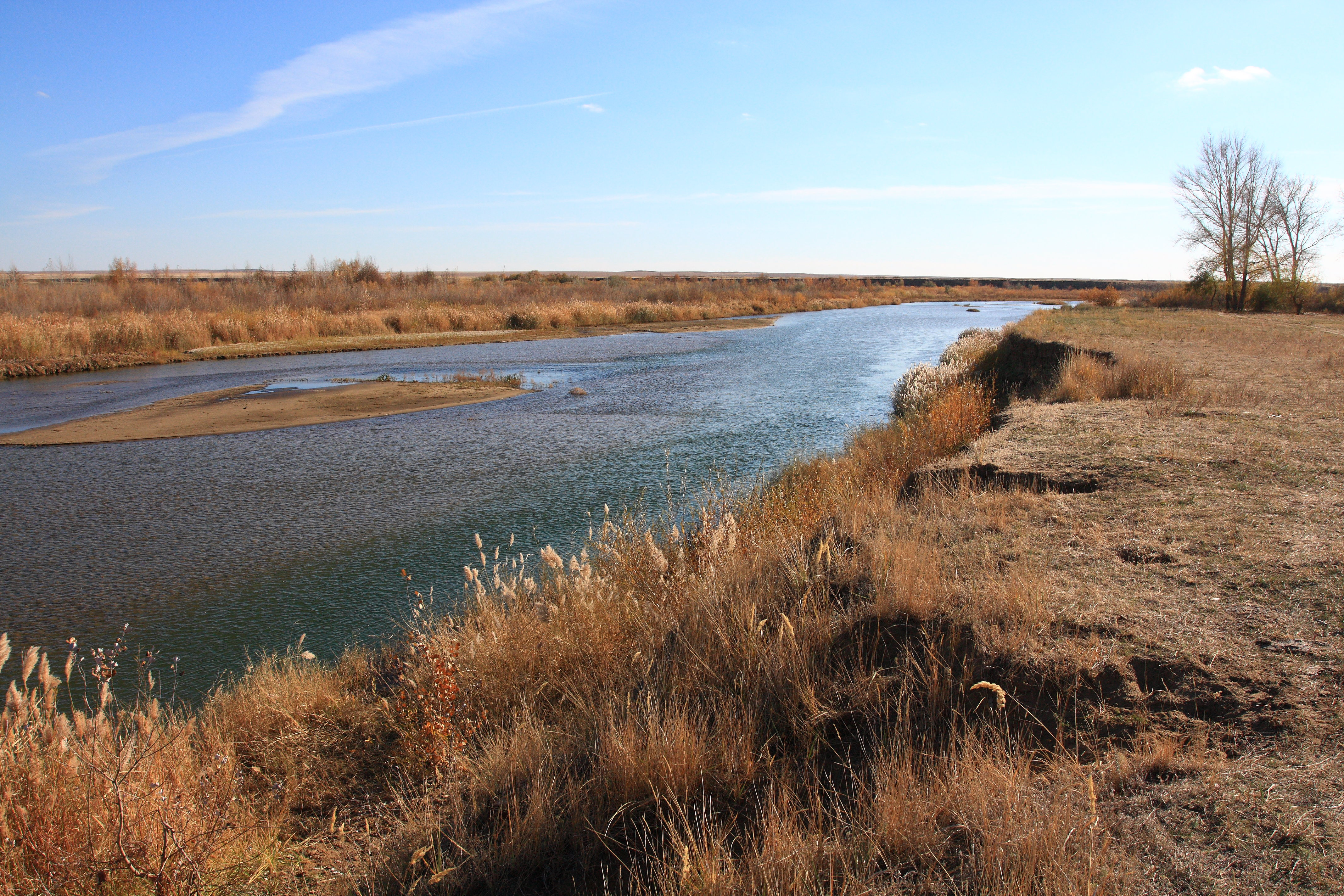
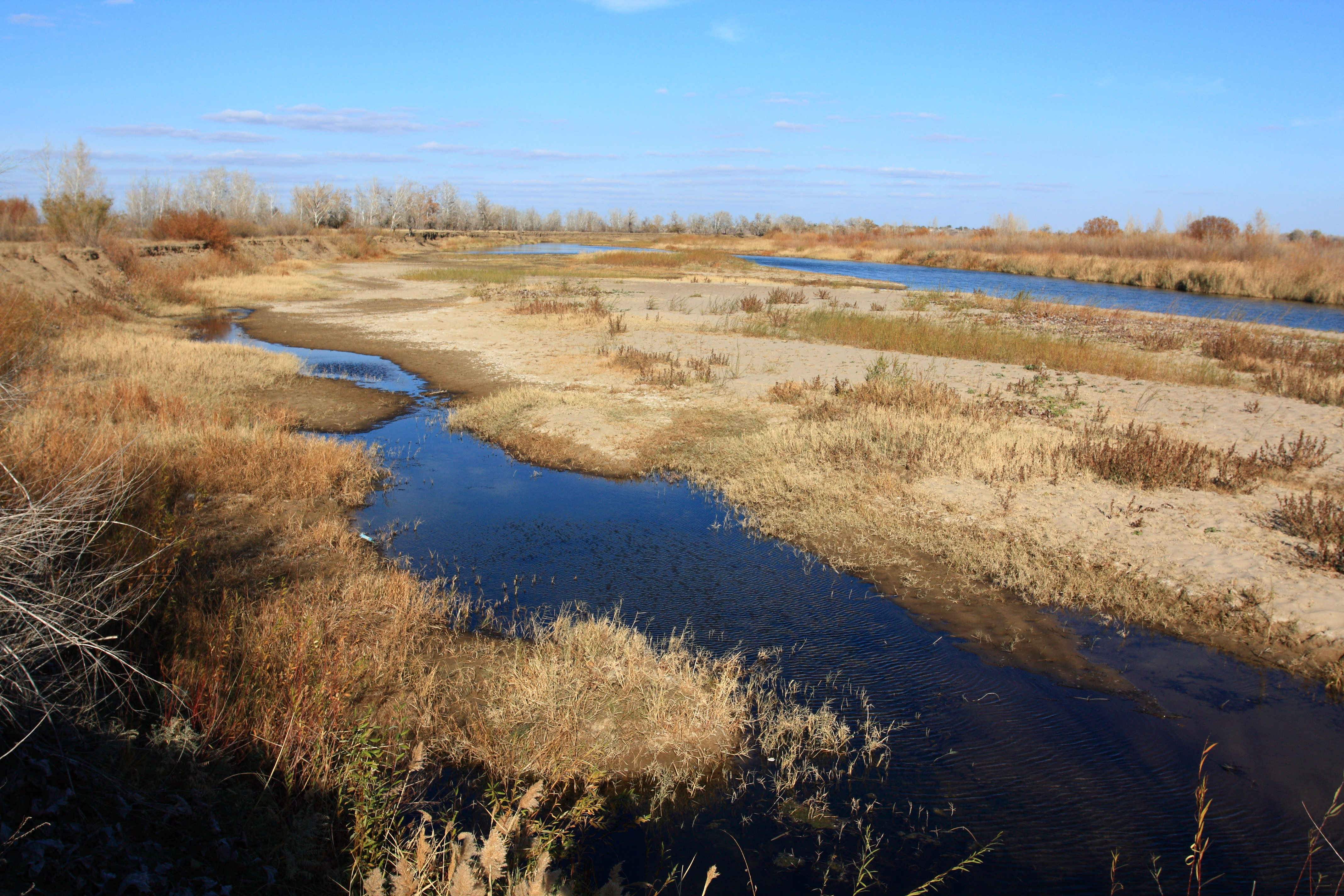
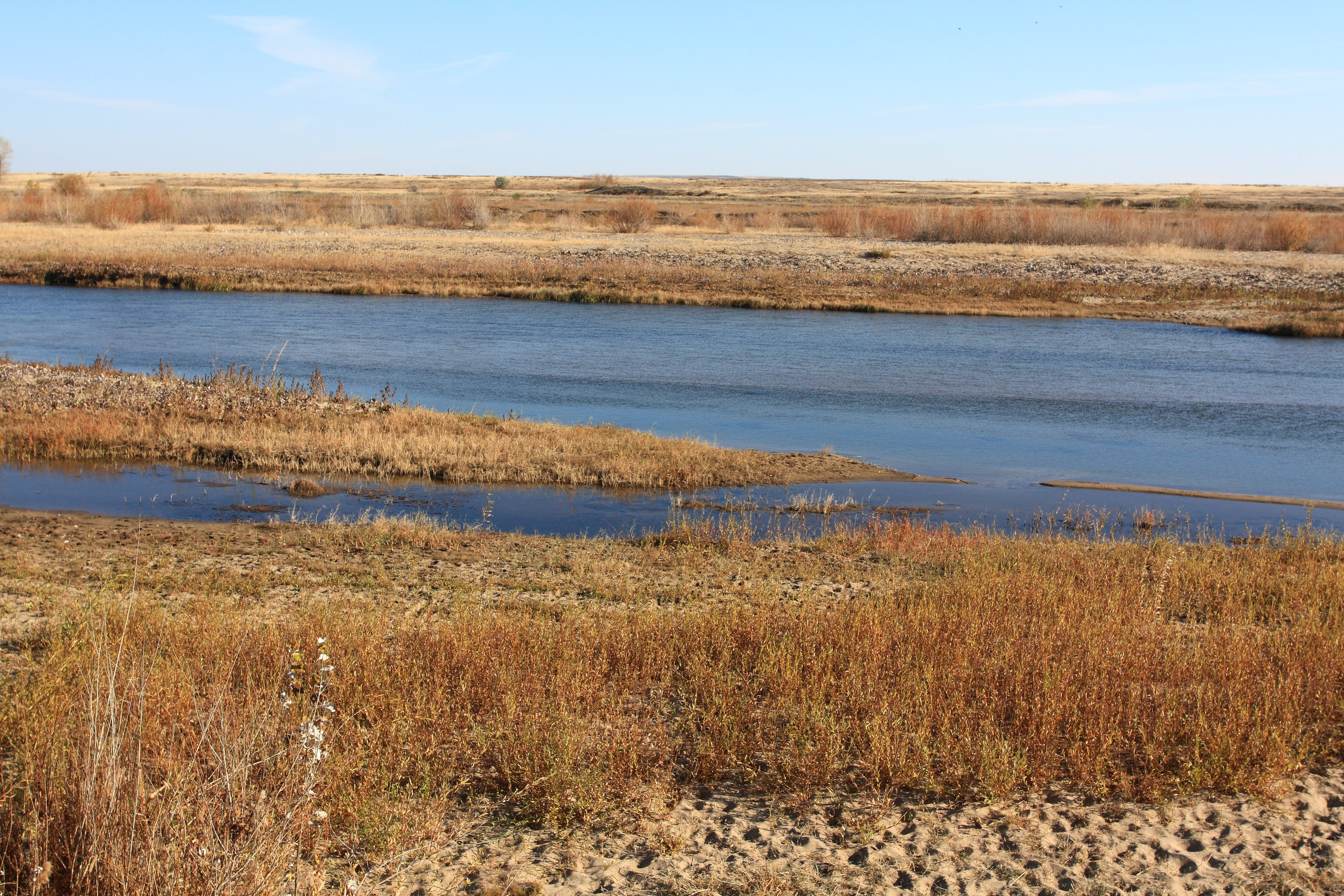
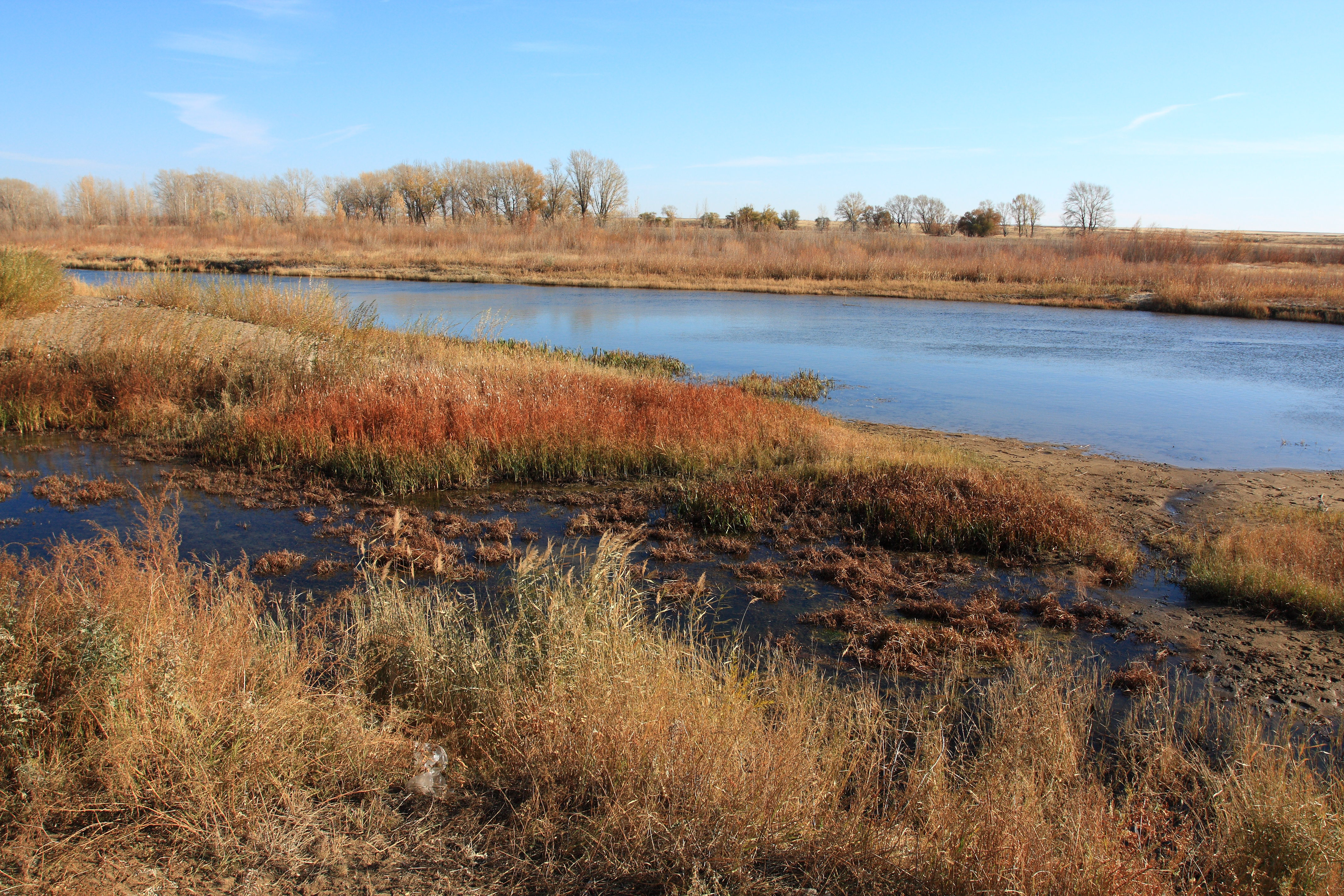
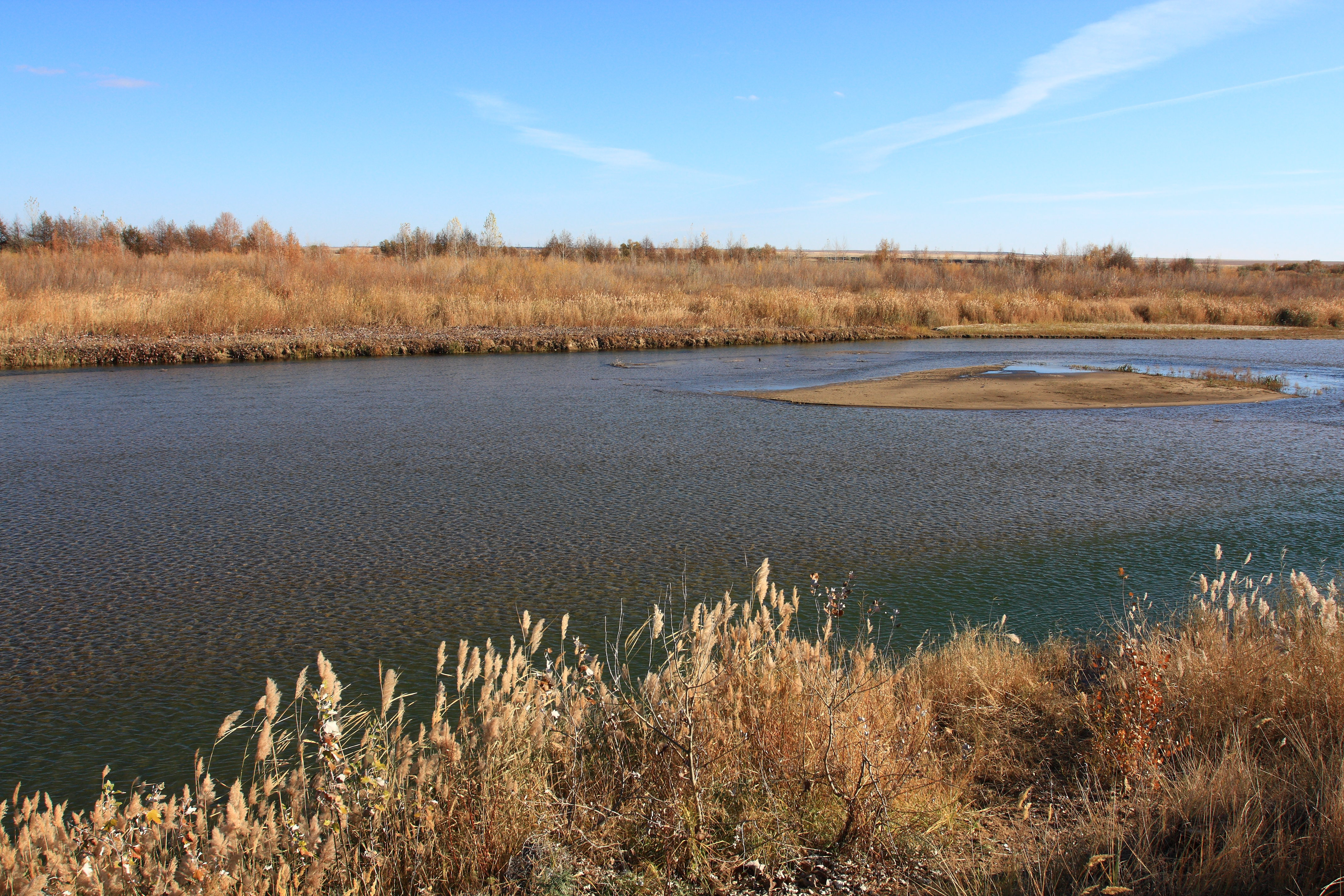
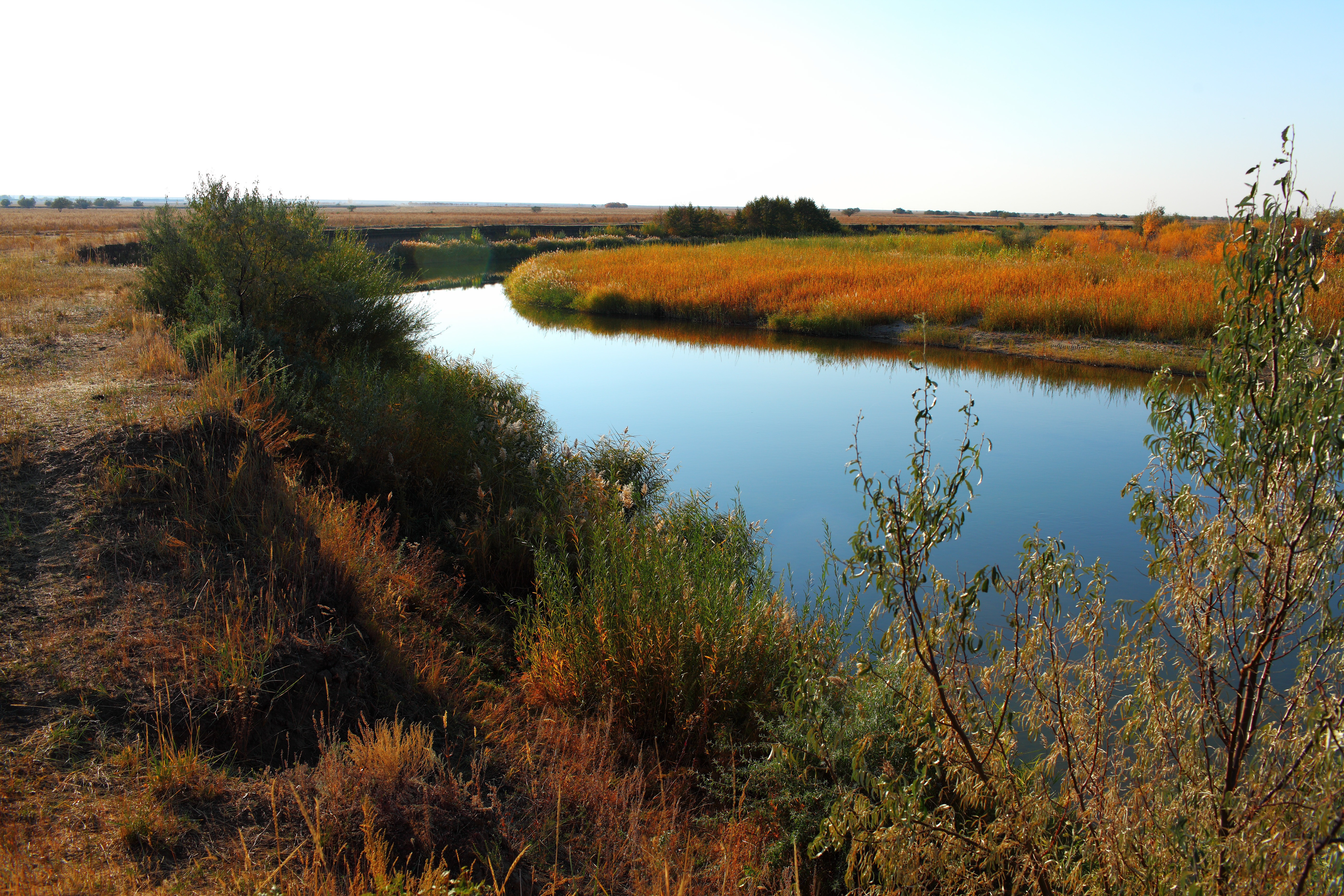
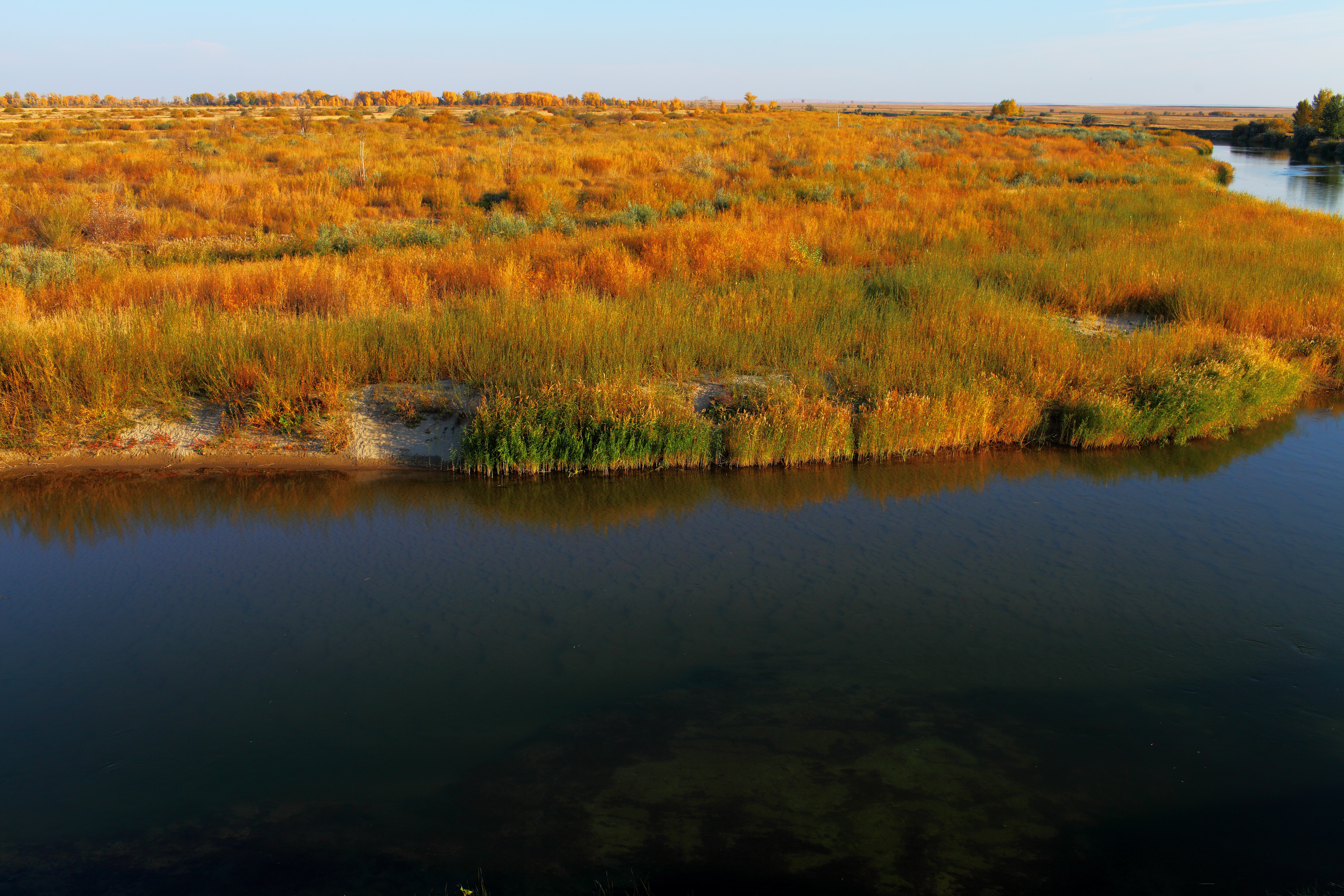
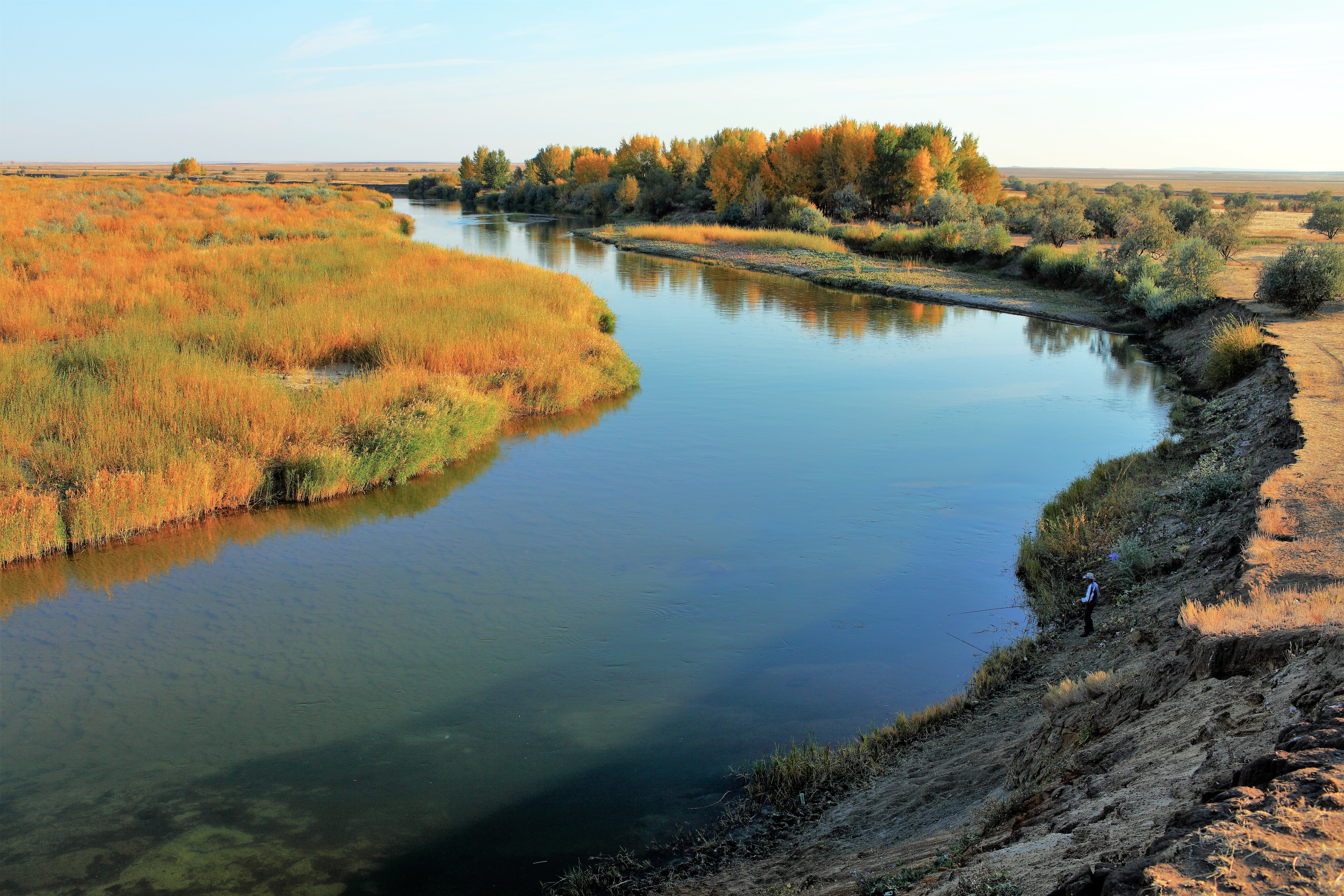